# Guy Zogo
 (novembre 2024).
Pour les articles homonymes, voir Zogo.
Guy Zogo est un journaliste camerounais, connu pour ses analyses sur les enjeux sociaux et politiques du Cameroun. 
Il est une figure emblématique de la chaîne de télévision Équinoxe TV, où il officie en tant que présentateur et analyste.

## Biographie

### Enfance, éducation et débuts
Guy Zogo est né et a grandi au Cameroun, où il a développé très tôt un intérêt pour l’information et le journalisme. Après avoir achevé ses études secondaires, il s’oriente vers des études en sciences de l’information et de la communication. Il poursuit sa formation à l’université, où il acquiert les bases théoriques et pratiques du journalisme, avant de se lancer dans sa carrière.

### Carrière
Guy Zogo commence sa carrière dans le journalisme en intégrant des médias locaux. Ses débuts coïncident avec une période de changements politiques importants au Cameroun, ce qui l’amène à couvrir des sujets de fond, en particulier sur les thématiques sociopolitiques et les droits de l’homme,. 
C’est au sein de la chaîne Équinoxe Télévision, une des chaînes privées influentes au Cameroun, que Guy Zogo atteint la notoriété. En tant que présentateur et chroniqueur, il a couvert pour Equinoxe les évolutions de l'affaire Martinez Zogo. Son style et sa rigueur font de lui une voix respectée dans le paysage médiatique camerounais,. 